# Michael Collins (irlandzki przywódca)
Michael Collins, irl. Mícheál Eoin Ó Coileáin (ur. 16 października 1890 w pobliżu Clonakilty w hrabstwie Cork, zm. 22 sierpnia 1922 w Béal na mBláth w hrabstwie Cork) – irlandzki przywódca rewolucyjny i polityk, założyciel i przywódca IRA.
W kwietniu 1916 był uczestnikiem powstania wielkanocnego, następnie został internowany w brytyjskim obozie jenieckim Frongoch na terenie Walii.
Był członkiem delegacji irlandzkiej podczas anglo-irlandzkich negocjacji pokojowych w 1921 (Traktat angielsko-irlandzki), zaś od 1922 szefem rządu tymczasowego i naczelnym wodzem armii irlandzkiej. Collins był ministrem finansów Wolnego Państwa Irlandzkiego oraz twórcą zasad wojny partyzanckiej, która zmusiła Anglików do zawarcia rozejmu. Był to pierwszy w historii Irlandii rozejm w siedmiusetletnim okresie dominacji brytyjskiej.
Collins zginął w zamachu 22 sierpnia 1922, we wsi Béal na mBláth, podczas irlandzkiej wojny domowej, w zasadzce przygotowanej przez odłam IRA przeciwny Traktatowi i proponowanemu w nim podziałowi Irlandii.
W 1996 Neil Jordan nakręcił o nim film biograficzny, a w rolę tytułowego bohatera wcielił się Liam Neeson.